# Unterseeboot UC-21
Pour les autres navires du même nom, voir Unterseeboot 21.
L'Unterseeboot UC-21 est un sous-marin (U-Boot) mouilleur de mines allemand de type UC II utilisé par la Kaiserliche Marine pendant la Première Guerre mondiale. Le U-boot a été commandé le 29 août 1915 et lancé le 1er avril 1916. Il a été mis en service dans la marine impériale allemande le 12 septembre 1916 sous le nom de UC-21. En onze patrouilles, l'UC-21 a coulé 98 navires, soit par ses torpilles, soit par les mines qu’il a posées. Parmi eux figurait le navire-hôpital britannique Donegal, que l'UC-21 torpilla dans la Manche le 17 avril 1917, tuant 29 soldats déjà blessés et 12 membres d’équipage.
L'UC-21 a disparu après avoir quitté Zeebruges pour le golfe de Gascogne le 13 septembre 1917. 

## Conception
Comme tous les sous-marins allemands de type UC II antérieurs à l'UC-25, l'UC-21 avait un déplacement de 417 tonnes en surface et de 493 tonnes en plongée. Il avait une longueur hors tout de 49,35 m, un maître-bau de 5,21 m et un tirant d'eau de 3,65 m. Le sous-marin était propulsé par deux moteurs diesel 6 cylindres à quatre temps produisant chacun 250 ch (180 kW), soit un total de 500 ch (370 kW), et par deux moteurs électriques produisant 460 ch (340 kW), actionnant deux arbres d'hélice.
Le sous-marin avait une vitesse maximale de 11,6 nœuds (21,5 km/h) en surface et de 7 nœuds (13 km/h) en immersion. Son autonomie était de 9430 milles marins (17460 km) à 7 nœuds (13 km/h) en surface, et de 55 milles marins (102 km) à 4 nœuds (7,4 km/h) en immersion. Il lui fallait 35 secondes pour plonger, et il était capable d’opérer à une profondeur maximale de 50 mètres.
L’UC-21 était équipé de trois tubes lance-torpilles de 500 mm, un à l’arrière et deux à l’avant, avec sept torpilles, et d’un canon de pont de 8,8 cm SK L/30. Mais son arme principale était ses six puits de mine de 1000 mm portant dix-huit mines UC 200. Son effectif était de vingt-six membres d’équipage.

## Affectations
- Flottilles des Flandres : du 14 novembre 1916 au 30 septembre 1917

## Commandants
- Oberleutnant zur See Reinhold Saltzwedel : du 15 septembre 1916 au 9 juin 1917
- Oblt.z.S. Werner von Zerboni di Sposetti : du 10 juin au 30 septembre 1917

## Navires coulés
| Date              | Nom                 | Nationalité    | Tonnage | Destin    |
| ----------------- | ------------------- | -------------- | ------- | --------- |
| 28 novembre 1916  | Clematis            | United Kingdom | 22      | Coulé     |
| 28 novembre 1916  | Lady of the Lake    | United Kingdom | 91      | Coulé     |
| 28 novembre 1916  | Vulcan              | United Kingdom | 27      | Coulé     |
| 28 novembre 1916  | HMD Pelagia         | Royal Navy     | 84      | Coulé     |
| 30 novembre 1916  | Draupner            | Norvège        | 1126    | Coulé     |
| 30 novembre 1916  | Eggesford           | United Kingdom | 4414    | Endommagé |
| 30 novembre 1916  | Therèse             | France         | 165     | Coulé     |
| 1 décembre 1916   | King Bleddyn        | United Kingdom | 4387    | Coulé     |
| 2 décembre 1916   | Demetrios Inglesis  | Grèce          | 2088    | Coulé     |
| 2 décembre 1916   | Robinson            | France         | 186     | Coulé     |
| 2 décembre 1916   | Uribitarte          | Espagne        | 1756    | Coulé     |
| 3 décembre 1916   | Aiglon              | France         | 280     | Coulé     |
| 3 décembre 1916   | Louise              | France         | 155     | Coulé     |
| 3 décembre 1916   | Verdun              | France         | 184     | Coulé     |
| 4 décembre 1916   | Pallas              | Empire russe   | 1202    | Coulé     |
| 5 décembre 1916   | Nexos               | Danemark       | 1013    | Coulé     |
| 6 décembre 1916   | Gerona              | Espagne        | 1328    | Coulé     |
| 7 décembre 1916   | Avristan            | United Kingdom | 3818    | Coulé     |
| 8 décembre 1916   | HMT Dagon           | Royal Navy     | 250     | Coulé     |
| 8 décembre 1916   | Falk                | Norvège        | 1379    | Coulé     |
| 8 décembre 1916   | Marjolaine          | France         | 163     | Coulé     |
| 8 décembre 1916   | Modum               | Norvège        | 2937    | Coulé     |
| 17 décembre 1916  | Margaret            | United Kingdom | 54      | Coulé     |
| 18 janvier 1917   | HMS Ferret          | Royal Navy     | 778     | Endommagé |
| 19 janvier 1917   | Joseph Rosalie      | France         | 138     | Coulé     |
| 19 janvier 1917   | Marietta Di Giorgio | Norvège        | 988     | Coulé     |
| 19 janvier 1917   | Tremeadow           | United Kingdom | 3653    | Coulé     |
| 20 janvier 1917   | Kisagata Maru No. 3 | Japon          | 2588    | Coulé     |
| 20 janvier 1917   | Jotunfjell          | Norvège        | 2492    | Endommagé |
| 21 janvier 1917   | Victoire            | France         | 290     | Endommagé |
| 21 janvier 1917   | Léontine            | France         | 124     | Coulé     |
| 21 janvier 1917   | Saint Pierre        | France         | 127     | Coulé     |
| 22 janvier 1917   | Béarnais            | France         | 301     | Coulé     |
| 22 janvier 1917   | Précurseur          | France         | 364     | Coulé     |
| 22 janvier 1917   | Steinmachos         | Grèce          | 1175    | Coulé     |
| 24 janvier 1917   | Dan                 | Danemark       | 1869    | Coulé     |
| 24 janvier 1917   | Gladiateur          | France         | 23      | Coulé     |
| 24 janvier 1917   | Loire III           | France         | 27      | Coulé     |
| 24 janvier 1917   | Marie 3             | France         | 25      | Coulé     |
| 24 janvier 1917   | Québec              | France         | 3346    | Coulé     |
| 24 janvier 1917   | Vega                | Danemark       | 195     | Coulé     |
| 25 janvier 1917   | Myrdal              | Norvège        | 2631    | Coulé     |
| 1 février 1917    | Sainte Hélène       | France         | 2128    | Coulé     |
| 10 février 1917   | Beechtree           | United Kingdom | 1277    | Coulé     |
| 11 février 1917   | Dernes              | Norvège        | 738     | Coulé     |
| 12 février 1917   | Nordcap             | Norvège        | 332     | Coulé     |
| 13 février 1917   | Progreso            | Norvège        | 1620    | Coulé     |
| 14 février 1917   | Longscar            | United Kingdom | 2777    | Coulé     |
| 14 février 1917   | Mar Adriatico       | Espagne        | 2410    | Coulé     |
| 15 février 1917   | Aline               | France         | 30      | Coulé     |
| 15 février 1917   | Marion Dawson       | United Kingdom | 2300    | Coulé     |
| 16 février 1917   | Niobe               | France         | 1319    | Coulé     |
| 16 février 1917   | Pollcrea            | United Kingdom | 1209    | Endommagé |
| 17 février 1917   | Cabo                | Norvège        | 1254    | Coulé     |
| 17 février 1917   | Silène              | France         | 171     | Coulé     |
| 18 février 1917   | Triumph             | United Kingdom | 52      | Coulé     |
| 19 février 1917   | Rutenfjell          | Norvège        | 1844    | Coulé     |
| 10 mars 1917      | Asbjørn             | Norvège        | 3459    | Coulé     |
| 12 mars 1917      | Alice Charles       | France         | 41      | Coulé     |
| 12 mars 1917      | Arethuse            | France         | 40      | Coulé     |
| 13 mars 1917      | Girda               | Norvège        | 1824    | Coulé     |
| 13 mars 1917      | Vivina              | Espagne        | 3034    | Coulé     |
| 14 mars 1917      | Blaamanden          | Norvège        | 954     | Coulé     |
| 14 mars 1917      | La Marne            | France         | 133     | Coulé     |
| 15 mars 1917      | Eugène Robert       | France         | 98      | Coulé     |
| 15 mars 1917      | Fleur d’Espérance   | France         | 24      | Coulé     |
| 15 mars 1917      | Frimaire            | United Kingdom | 1778    | Coulé     |
| 15 mars 1917      | Petit Jean          | France         | 21      | Coulé     |
| 16 mars 1917      | Anaïs               | France         | 130     | Coulé     |
| 16 mars 1917      | Madeleine Davoust   | France         | 148     | Coulé     |
| 16 mars 1917      | Ronald              | Norvège        | 3021    | Coulé     |
| 18 mars 1917      | Illinois            | United States  | 5225    | Coulé     |
| 17 avril 1917     | HMHS Donegal        | Royal Navy     | 1885    | Coulé     |
| 19 avril 1917     | Cilurnum            | United Kingdom | 3126    | Coulé     |
| 20 avril 1917     | Georgios            | Grèce          | 3124    | Coulé     |
| 21 avril 1917     | Émile et Charlotte  | France         | 41      | Coulé     |
| 21 avril 1917     | Ville de Dieppe     | Norvège        | 1254    | Coulé     |
| 22 avril 1917     | Capenor             | United Kingdom | 2536    | Coulé     |
| 22 avril 1917     | Percy Birdsall      | United States  | 1127    | Coulé     |
| 22 avril 1917     | Valerie             | Norvège        | 2140    | Coulé     |
| 24 avril 1917     | Barnton             | United Kingdom | 1858    | Coulé     |
| 25 avril 1917     | Baigorry            | France         | 2161    | Coulé     |
| 26 avril 1917     | Boy Denis           | United Kingdom | 41      | Coulé     |
| 22 mai 1917       | Jeune Albert        | France         | 25      | Coulé     |
| 23 mai 1917       | Harwood Palmer      | United States  | 2885    | Coulé     |
| 23 mai 1917       | Lesto               | United Kingdom | 1940    | Coulé     |
| 26 mai 1917       | Aristides           | Grèce          | 2179    | Coulé     |
| 26 mai 1917       | Norhaug             | Norvège        | 1245    | Coulé     |
| 27 mai 1917       | Efstathios          | Grèce          | 3847    | Coulé     |
| 28 mai 1917       | Hiram               | Norvège        | 598     | Coulé     |
| 28 mai 1917       | Urna                | Norvège        | 2686    | Coulé     |
| 28 mai 1917       | Waldemar            | Norvège        | 1267    | Coulé     |
| 30 mai 1917       | Sørland             | Norvège        | 2472    | Coulé     |
| 2 juin 1917       | Tonawanda           | United Kingdom | 3421    | Endommagé |
| 7 juin 1917       | Hafnia              | Danemark       | 1619    | Coulé     |
| 29 juin 1917      | Lauwerzee           | Pays-Bas       | 47      | Coulé     |
| 4 juillet 1917    | Bestevaer           | Pays-Bas       | 1044    | Coulé     |
| 4 juillet 1917    | Roelfina            | Pays-Bas       | 148     | Capturé   |
| 11 juillet 1917   | Coquimbo            | France         | 1759    | Coulé     |
| 15 août 1917      | Phoebe              | France         | 3956    | Coulé     |
| 17 août 1917      | Pontoporos          | Grèce          | 4049    | Coulé     |
| 19 août 1917      | Thérèse & Marie     | France         | 1615    | Coulé     |
| 31 août 1917      | Marques De Mudela   | Espagne        | 1930    | Coulé     |
| 16 septembre 1917 | Ann J. Trainer      | United States  | 426     | Coulé     |
| 23 septembre 1917 | St. Dunstan         | United Kingdom | 730     | Coulé     |